# Милица Крстић
Милица Крстић Чолак-Антић (Крагујевац, 9. септембар 1887 — Београд, 1964) била је српски архитекта. Као аутор чија су дела обележила архитектонско-урбанистичку слику Београда и као упорни гласноговорник своје струке, Милица Крстић сматра се једном од најзначајнијих жена архитекти прве половине 20. века, која је својим деловањем оставила јасан траг у развоју новије српске архитектуре.

## Биографија
Рођена је 9. cептембра 1887. у Крагујевцу као унука војводе Чолак-Анте Симеоновића. Након матурирања у Женској гимназији у Београду 1906, уписује студије архитектуре на Архитектонском одсеку Техничког факултета Велике школе у Београду, где дипломира 1910. године. На студијама је упознала и свог супруга, такође архитекту, Жарка Крстића. Године 1915. почиње да ради у Архитектонском одсеку Министарства Грађевина, на комплексним задацима пројектовања и извођења на којима ће остати до краја свог радног века, до пензионисања 22. новембра 1941. године. Архитектонско одељење Министарства грађевина било је тада најзначајнији и највећи архитектонски биро у земљи, где су јој колеге биле Момир Коруновић, Павле Илкић, Николај Краснов, Василиј Андросов, Бранислав Којић и други. Током свог радног века Милица Крстић у служби је напредовала читавих 19 пута, прелазећи пут од подархитекте до архитекте, саветника, вишег саветника и коначно инспектора 1940. године, годину дана пре одласка у пензију. Милица Крстић провела је окупацију и турбулентно послератно време у породичној кући у Силвија Кранчевића 7 коју је по свом пројекту подигла заједно са мужем 1937. године. Преминула је 1964. године, а њена кућа је прво током 70-тих а потом током 90-тих у потпуности измењена и надограђена.

## Дела
Као и другим женама у архитектури тога времена, и Милици Крстић су додељивани пре свега пројекти школских објеката који су обележили њен стваралачки опус. Пројектовала је различите школске објекте, од малих сеоских и варошких школа у Србији до репрезентативних гимназијских зграда у Београду. У периоду од 1923—1929. израдила је читав низ пројеката за гимназије у Србији, углавном у духу локалне градитељске традиције.
Иако је каријеру започела пројектовањем сеоских школа, напредовање у служби резултирало је и добијањем комплекснијих задатака. Милица Крстић пројектовала је и репрезентативне објекте, а први такав објекат била је зграда Команде Жандармерије у улици Светог Саве 14, из 1931, данас објекат Комерцијалне банке. Комплексан програм вешто је поделила у 2 објекта – дворишни, једноставно обрађен и намењен помоћним садржајима, и објекат Команде чија академска симетрија омогућава функционалну расподелу простора, примерену његовој намени. Улична фасада обрађена је такође сходно намени објекта, те масивна камена декоративна пластика јасно одражава снагу и стабилност институције каква је била Жандармерија краљевине Југославије.
Врхунцом њене каријере сматрају се два репрезентативна школска објекта у самом центру Београда: Друга женска гимназија, данас Електротехнича школа Никола Тесла, у улици Краљице Наталије 31 из 1932. и Прва мушка гимназија у улици Цара Душана 65, из 1936.
Зграда Друге женске гимназије у Београду саграђена је 1933. године, на месту Више женске школе и зграде Државног савета, у улици Краљице Наталије (после Другог светског рата улица Народног фронта). Милица Крстић и сама је била ученица ове гиманзије. Изградња објекта трајала је свега 8 месеци, од априла до новембра 1933. Због своје архитектонске, културне и историјске вредности, зграда ЕТШ Никола Тесла проглашена је за културно добро 1964. године.
Изградња новог објекта Прве мушке гимазије, која је пре тога променила велики број адреса, започета је 1936. након што је Београдска општина школи доделила плац поред цркве Св. Александра Невског. У априлу 1938. гимназија је усељена у објекат изграђен према пројекту Милице Крстић, у коме се и данас налази.
Напредовањем у служби добила је прилику да ради и на изградњи објеката амбасада Краљевине Југославије у Буенос Аиресу и Анкари, где је неко време службено и боравила.

## Друштвени ангажман
Била је друштвено активна како у струковним удружењима попут Клуба архитеката, где је одржала неколико предавања о конференцијама које је посећивала у иностранству и својим колегама пренела утиске о својим савременицима, данас иконама Модернизма, тако и у многим женским удружењима попут Кола српских сестара и Југословенске лиге жена за мир и слободу. Борила се за бољи положај својих колегиница и често скретала пажњу на њихов рад и заслуге.

## Одликовања
На предлог тадашњег Министра грађевина, 1928. године додељен јој је Орден Светог Саве петог реда. Године 1935, поново на предлог Министарства, додељен јој је Орден Светог Саве четвртог реда. Као виши саветник, 1938. године, постављена је на чело Одсека за државне зграде и зграде намењене јавној употреби Архитектонског одељења, истовремено са својим колегом Момиром Коруновићем који је постављен на чело Одсека за монументалне зграде, богомоље и споменике. 1939. године уследило је још једно одликовање – Југословенска круна.